# Mandelier
 (janvier 2011).
Améliorez-le ou discutez des points à vérifier. 
 (septembre 2011).

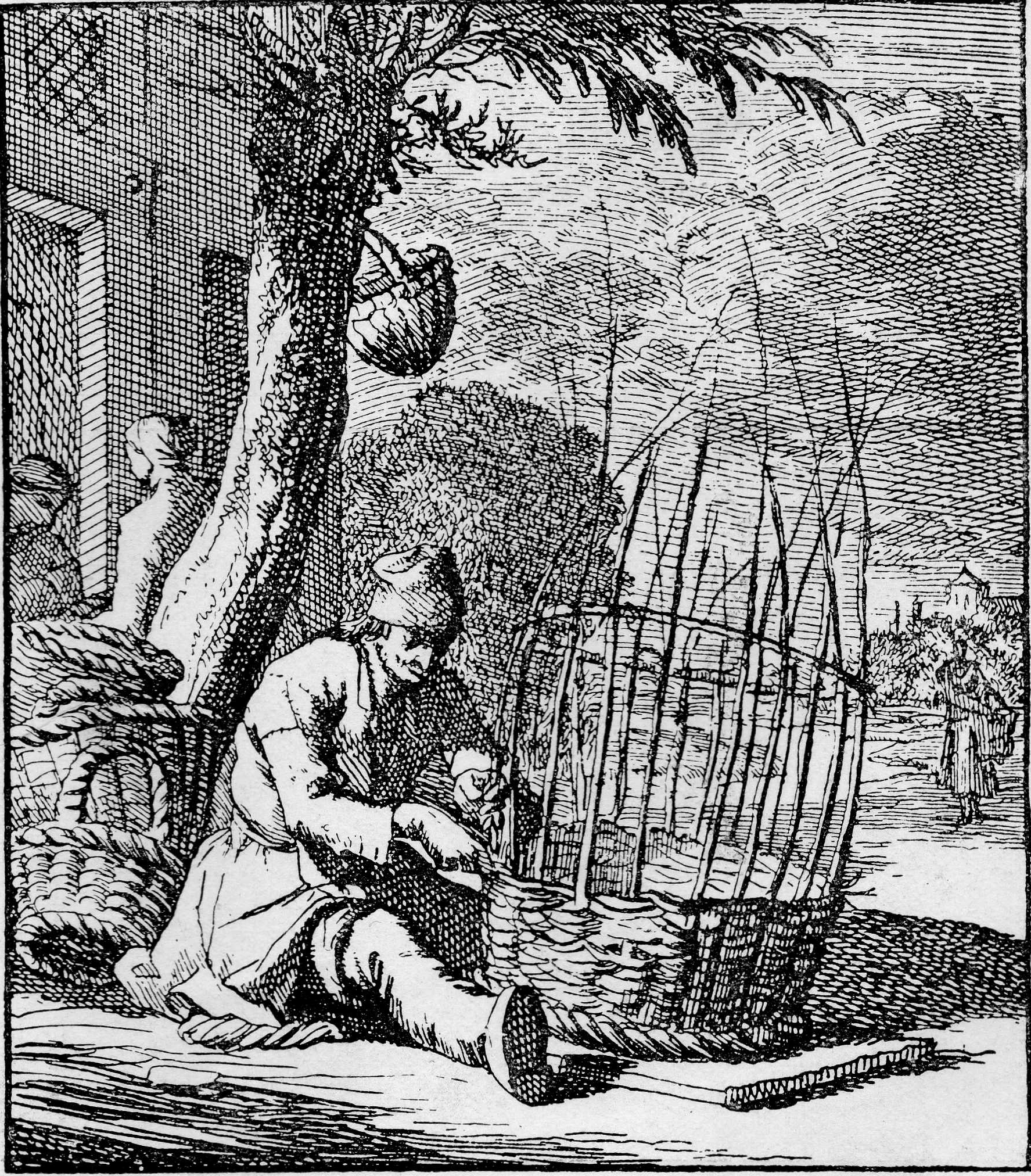
Gravure d'un mandelier-Mandemaker (gravure hollandaise).

Un mandelier (Mandenmaker en néerlandais, mandrier, mandeliez, mannier, manniez,  mannelier ou  mandjeu en picard, mandequinier, mandier) est un ouvrier vannier qui travaille l'osier. Ce mot ancien a disparu depuis longtemps en français, mais subsiste en néerlandais.

## Ancien métier
Le mandelier est un ouvrier artisan, fabricant de « paniers, corbeilles, mandes, vans et semblables meubles du mesnage » (Olivier de Serres). Il s'occupe de la mandrerie : « Se dit, chez les vanniers, de tous les ouvrages pleins en osier, sans lattes ou cerceaux ».
Le mandelier-vannier (appelé « manderlier » à Maubeuge), et le fustallier (appelé aussi carioleur à Lille), vend « cloies, lattus, chivières, brouettes, verdes, mandes ; blancques mandes, ; mandes croisier ; verdes treilles (quelquefois de 14 pieds), poulouches, epusches, glisses pour la cuisine, couloirs, voires, pintelottes, coffins à candelles, saines, corbillons, corbeilles, cabustans pour les moulins, vans, escurques, mandes et cresures pour les brasseux,  ruffles, à ruffles ferrées, à  pelles, picqs ; soufflets, verghes blancs, à  pièche, pour les confesseurs de pardons (jubilés), etc. ».

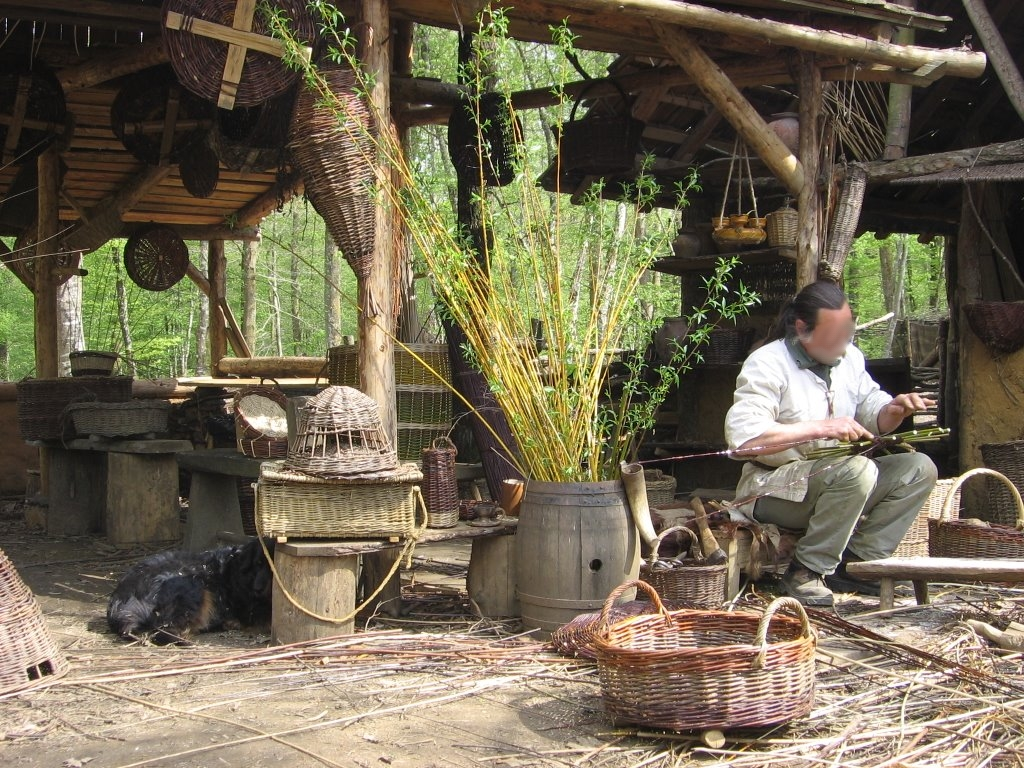
Village médiéval de Guédelon.

Ce mot ancien attesté au XIIIe siècle devint dans le Nord un nom de famille : Jehan li Mandeleres, 1282 plus tard Henri li Mandelyr, Thomas li Mandeleir.

## Statuts et ordonnances
Les corporations de vanniers voient le jour au XVe siècle lorsqu’en 1467 Louis XI leur  accorde un statut, à Paris, statuts révisés en 1561 : les vanniers sont alors classés en trois catégories différentes : à Paris la « Communauté des Maîtres Vanniers-Quincailliers » a des statuts depuis l'année 1467. Ils ont été confirmés par lettres patentes de Louis XI en 1566, réformés sous le règne de Charles IX par arrêt du Conseil du mois de septembre 1561, enregistré au Parlement la même année. Ils se divisaient en trois  classes :
1. les vanniers mandriers ou mandeliers, mandrerie qui fabriquaient ouvrages à claire-voie, le gros œuvre, mandes (mannes, mandelettes, mandelles, balles, bannes, banelles[5]).
2. les vanniers clôturiers ou  closiers, qui fabriquaient des vanneries sur armature en bois garnies d'osier frappé. Fabrication des hottes, vans, pour les vendanges cabas comme les cabassiers et panetons.
3. les vanniers proprement dits : vannier faissiers ou faisseliers (fustalier ?), spécialistes des vanneries ajourées, faisselles, cages, nasses, clayettes. Les  clissiers et la clisserie, ou vannerie utilisant des clisses ou éclisses.

### Confrérie de La Fère

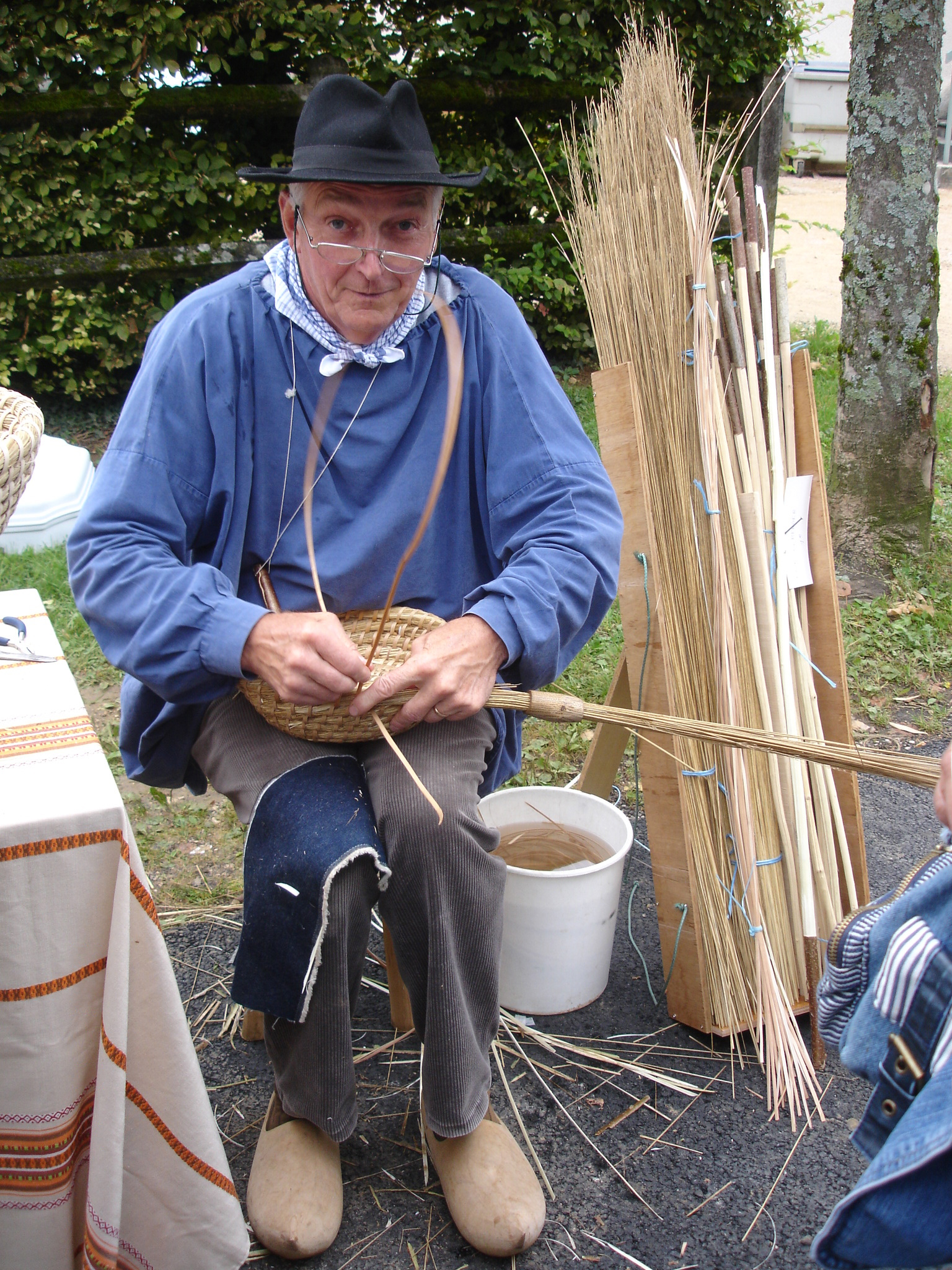
Un vannier.

Voici les statuts du village de La Fère, en Picardie :
« Statuts et ordonnances du mestier de mandelier de la ville de La Fère, sous les mandeliers dudit La Fère seront tenus doresnavant d'entretenir à leurs despens pour la confrérie et par  chascun an faire faire le service divin le jour de la feste de saint Antoine, estant le 17 janvier.
» Item. Pour mieux entretenir ladite confrairie, faire faire ledit service divin et dire les messes ordinaires qui se doivent dire par chascun an ledit jour, chascun desdits mandeliers sera tenu par chacune sepmaine, le jour du saint dimanche, de mettre dans la boite deux deniers.
» Item. Tous lesdits mandeliers et autres présents et à l'advenir qui vendront et débiteront en leurs boutiques, mandes hottes et autres marchandises dudit mestier, seront tenus d'assister au service divin qui se célèbrera par chascun an, la veille, le jour et le lendemain de saint Antoine, sous peine de quatre sols parisis, contre chascun défaillant.
» Item. Chascun mandelier avant d'être venu maître sera tenu de bailler à ladite confrairie une livre de cire blanche, et ce outre soixante sols qu'il baillera aussi pour sa bienvenue pour être employez au désir des mandeliers.
» Item. Tous compagnons dudit mestier qui voudront travailler chez les maîtres, seront obligez de payer trois jours après leur entrée, deux sols parisis ès-mains du prévost de ladite confrairie pour ses droits.
» Item. Si un fils de maître natif de ladite ville exerce ledit mestier, il sera seulement obligé de bailler à ladite confrairie une demi-livre de cire blanche, à MM. les maïeur et jurés, trois sols parisis, et aux mandeliers pour sa bienvenue, trente sols.
» Item. Tous maîtres ne pourront tenir apprentis en leurs maisons plus de six semaines, que lesdits apprentis n'aient payé une livre de cire, de laquelle lesdits maîtres demeureront responsables afin qu'ils aient soin de la faire payer. 
» Item. Pour d'autant mieux encore entretenir ladite confrairie, tous ceux qui vendront ou débiteront en leurs boutiques, mandes, hottes et autres marchandises dudit mestier, seront tenus, ainsi que les maîtres, de mettre par chascune semaine, ledit jour de saint dimanche, dans la boîte, deux deniers, et de contribuer de leur part, comme lesdits maîtres, des frais qu'il conviendra pour faire fêter le service divin lesdits jours de veille, jour et lendemain de la feste de saint Antoine.
Ce fait, et le lundi seizième jour du mois de janvier 1662, en la chambre de paix de la ville de La Fère, pardevant nous maïeur et jurés de  ladite ville, sont comparus : Jehan Leblanc et Sébastien de Quierzy, maîtres mandeliers, demeurant audit La Fère, lesquels après que lecture » leur a esté faite par le greffier de ladite chambre de paix des statuts et ordonnances subscriptes, ont concordamment et d'une voix consenti et accordé, consentent et accordent que le contenu en icelles sorte son effet, promettant par sermen d'eulx pris, de tenir et accomplir lesdites ordonnances et statuts sans jamais aller au contraire. De tout quoi a esté fait et dressé le présent que nous avons signé et fait signer par lesdits susnommés et le greffier, le seize  janvier mil six cent soixante-deux.  
Signé : Jehan Leblanc, Sébastien de Quierzy, Pioche, maire   Cadot, Camus et Botté, échevins.

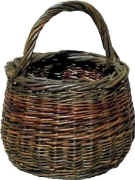
Mandelette ou petit panier.

## Mande
Les mandes sont de grands paniers hollandais en osier qui ont surtout servi au transport de la terre à pipe mais qui étaient aussi très commodes pour transporter toute sorte de marchandises : On y mettait : de la terre, du matériel des schistes (Nord : mante à terre : pour transporter les schistes lorsque le wagonnet ne pouvait être utilisé. Mines. ) de fleurs, du poisson, du pain, des victuailles.  
En français, mande, panier avec des anses et garni de toile très fin dont on se sert pour la terre à pipe ou des terres de porcelaine (poterie).
À Valenciennes, Mande à bercher, berceau en osier.

### Définition
Un grand panier en osier, corbeille à deux poignées : dans le Dictionnaire universel de commerce, 1742, Jacques Savary des Bruslons le décrit : « Nom que les Hollandais puis à leur suite les Français donnent à un grand panier couvert, fait entièrement d'osier. Il en est fait de différentes formes et grandeur, fort utile en Hollande pour les voyageurs et transporter toute sorte de choses. On en fait un grand commerce dans les foires des  Pays-Bas. Les mandés sont faits de façon d'un pot à fleurs étroites, rondes ou ovales dans le fond va toujours s'élargissant vers le haut en jusqu'assez près de son embouchure, qui se retrécit un peu. Le couvercle est aussi d'osier ».

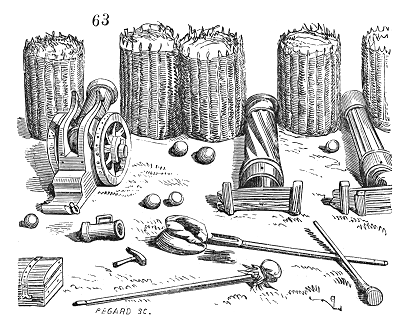
Synonyme de gabion.

- Agriculture : panier servant au ramassage des pommes de terre, des pommes, des poires…
- Marine :  de «  Corbis, huius corbis, f. g. et secundum Priscianum, masculini. Cic. Un cophin, ou pannier d'osier, Corbeille, Manne, ou Mande. C'est aussi la gabie d'un navire. (DLG 1552 s.v. CORBIS) »[6]
- Mines: transport des schistes ; et de la  terre à pipe. ,
- Pêche: des poissons, harengs notamment. « Manne à marée », grand panier à mettre le poisson.
- Poterie : transport de la terre
- Terme militaire : gabion, grande cage. Grand panier cylindrique qui servait à abriter les soldats ou les travailleurs dans la tranchée.

La manne au contraire est un grand panier à deux poignées, souvent rectangulaire en osier, plus long que large, d'où le mot berceau.
- Meuble : pour les enfants : manne d'osier, berceau.
- Ménage : on y met la vaisselle, les denrées. Manne à desservir. Linge : manne à linge.
- Commerce : pour le transport au marché des fruits, des légumes et du poisson.
- Décoration : fleurs et fruits.
- Transport : terre, houilles, graviers….

### Mandée

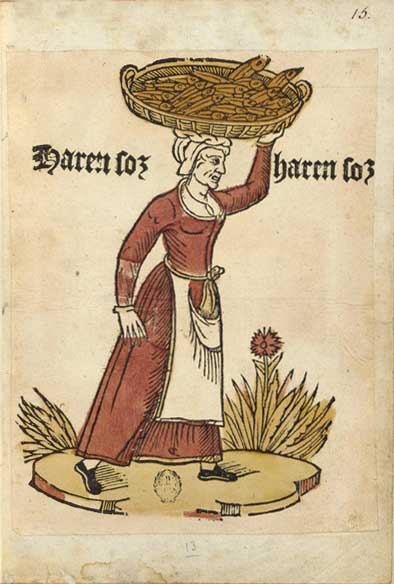
Manne de harengs dans « Les Cris de Paris », 1500.

- Unité de mesure : la mande, la mandée ou mandelée  était le contenu de ce panier : Du pain plein une mande… Une mandée de harengs, mande de raies, mande de plies …  (mandes  de poisson)[7].

Par exemple à Arras :
Poisson de mer, la somme. 6 deniers.
Le panier 3 deniers.
- Harengs :

Le mille 2 deniers.
La mande 3 deniers.
La chartée 6 deniers.
Le char 1? deniers.
- Maquereaux et  merlans :

Le panier 2 deniers.
La mande 3 deniers.
Proverbe :  « Boomloose mande » : panier percé. « Il est comme un cad zin z'eune mande » : il ne s'en fait pas et vit comme un chat dans son panier.

### Étymologie

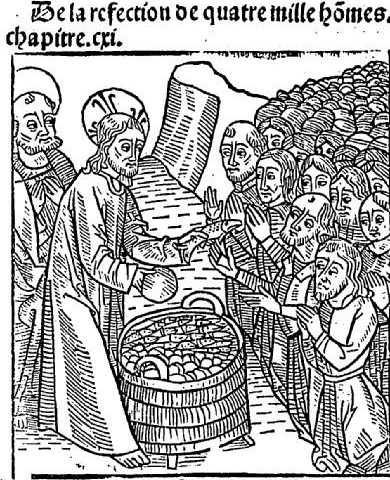
Corbeille à deux anses, manne, multiplication des pains.

Le mot mande serait un flandricisme utilisé à partir de 1202. La mande serait un panier haut et long, et la manne un panier plat.  
- Mande et manne viendraient tous deux du saxon Mann « panier d'osier, corbeille » (teuton) puis du néerlandais. Mot utilisé en Hollande, Belgique, France (Nord, Franche-Comté, Hainaut, Picardie) et son dérivé en Angleterre mais en Bretagne on dit Banne.

Ce  mot d'origine flamande, ou wallonne, est utilisé dans le Nord, il a donné les mots Mandre, Mante, Mandier ou encore souvent, Manne (le mot français : panier grand et plat)  Mandequin, Mandelette, Mannequin, Mandrin (panier à fruits -poires…- et à pommes de terre, Franche-Comté). En dialecte du Morvan « MANTE ou MANDE, panier d'osier rond à oreilles; lorsqu'elle est plus haute que large, « ch'ést enne mante d' niachon. » Ce mot viendrait  directement du flamand mande, qui l'a pris du celtique man, ou du saxon mann : Saxon MAND corbeille, panier » et « Mann, panier, manne, corbeille sans anses, manequin.   De là Manne en François ; Mani en ancien saxon, panier, corbeille ; Mande en Flamand, panier ; Mande, panier en vieux Français. De ce mot est venu le terme Mencault, qui en Artois signifié une mesure pour le bled ». De là dans les anciennes chartes latines Manetelm, Mencaldus, mesure à bled. Anglais a Maund, un grand panier d'où Maundy Thursday… 

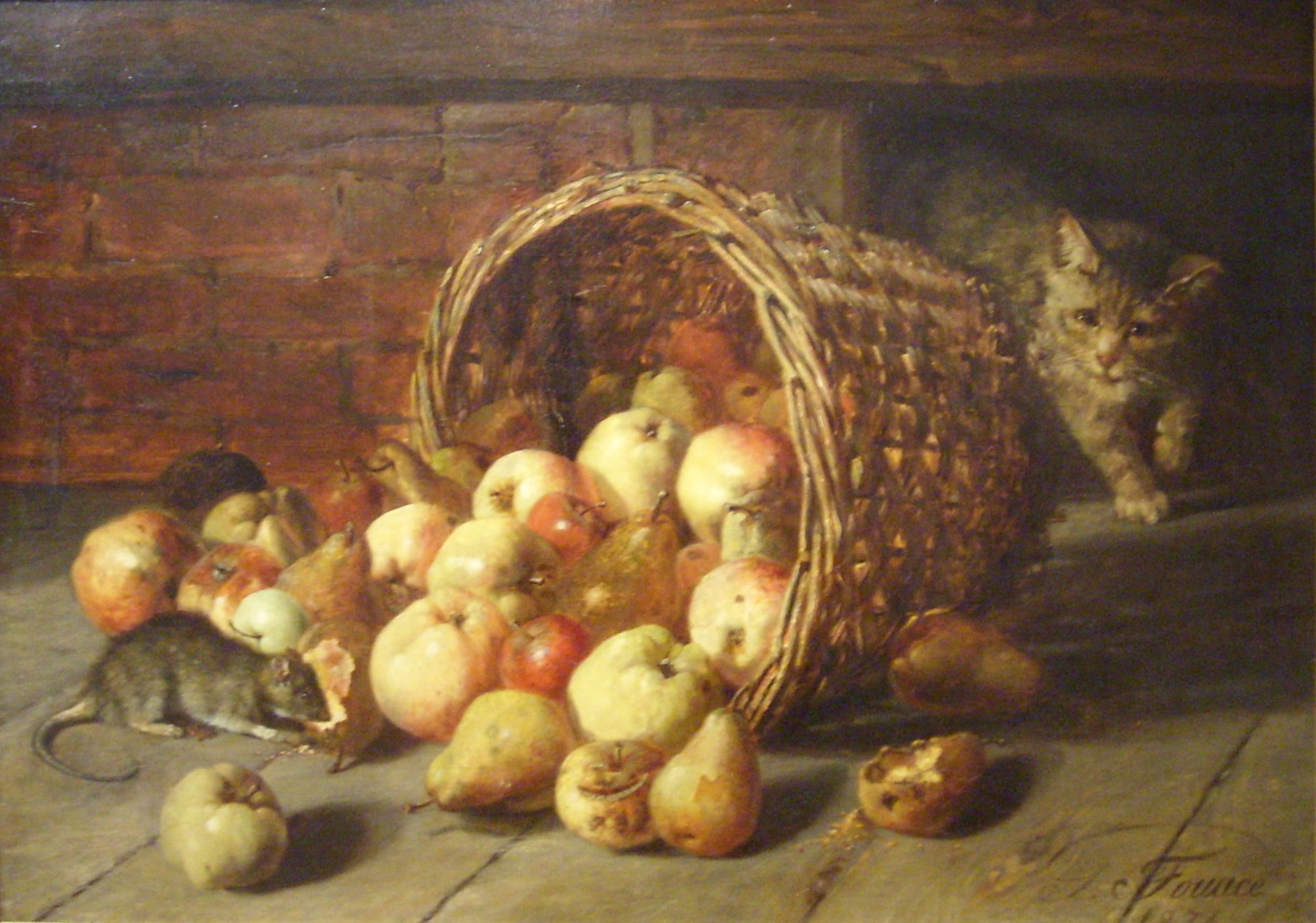
Mande de poires, Guillaume Fouace.

- Corbeille à aumônes - Deux autres étymologies controversées, mandatum novum (commandare) et mendicare  « : MANDE. — Corbeille, panier; les ouvriers qui les faisaient se nommaient mandeliers. Le lavement des pieds, le mandatum pauperum, ainsi appelé parce que l'antienne du jeudi saint commence par : Mandatum novum do vobis, se traduisit en Mandé; on disait le mandé, pour désigner cette cérémonie qui se liait  à un repas ou une quête en argent  faite au profit des pauvres.   La Mande, Manda, employée pour recueillir l'aumône, rattache probablement son étymologie à celle fête et à son nom (Jacques Remy Antoine Texier, dictionnaire d'orfèvrerie)  . »  Angleterre: le « Royal Maundy », Aumône du jeudi saint faite dans un panier (maund) mais on peut aussi rattacher ce mot au latin Mendicare (mendier) [12].

C'est l'existence de mandes en argent et non plus en osier qui induit cette étymologie : 
- Quœlibel confratria habet unum coinitem, unum burserium et unam mandam. (Consuet. Mss. monatt. S. Crue» Burdegal; op. Du Cange.

- Une grande mande d'argent, à mettre l'aumône, lié de cercles d'argent doré et le liage desdits cercles de fil d'argent blanc et à deux costez deux trous pour la pourter — pesant Iviij marcs, iij onces, est. (Ducs de Bourgogne, 2694.J )

- Une grande mande d'argent, faite en façon d'osière, — pesant  III xv marcs, III onces (Inventaire  de Charles Quint)[13].

Armes du comte de Comminges : « d'argent à 3 mandes d'argent ».

## Notes et références

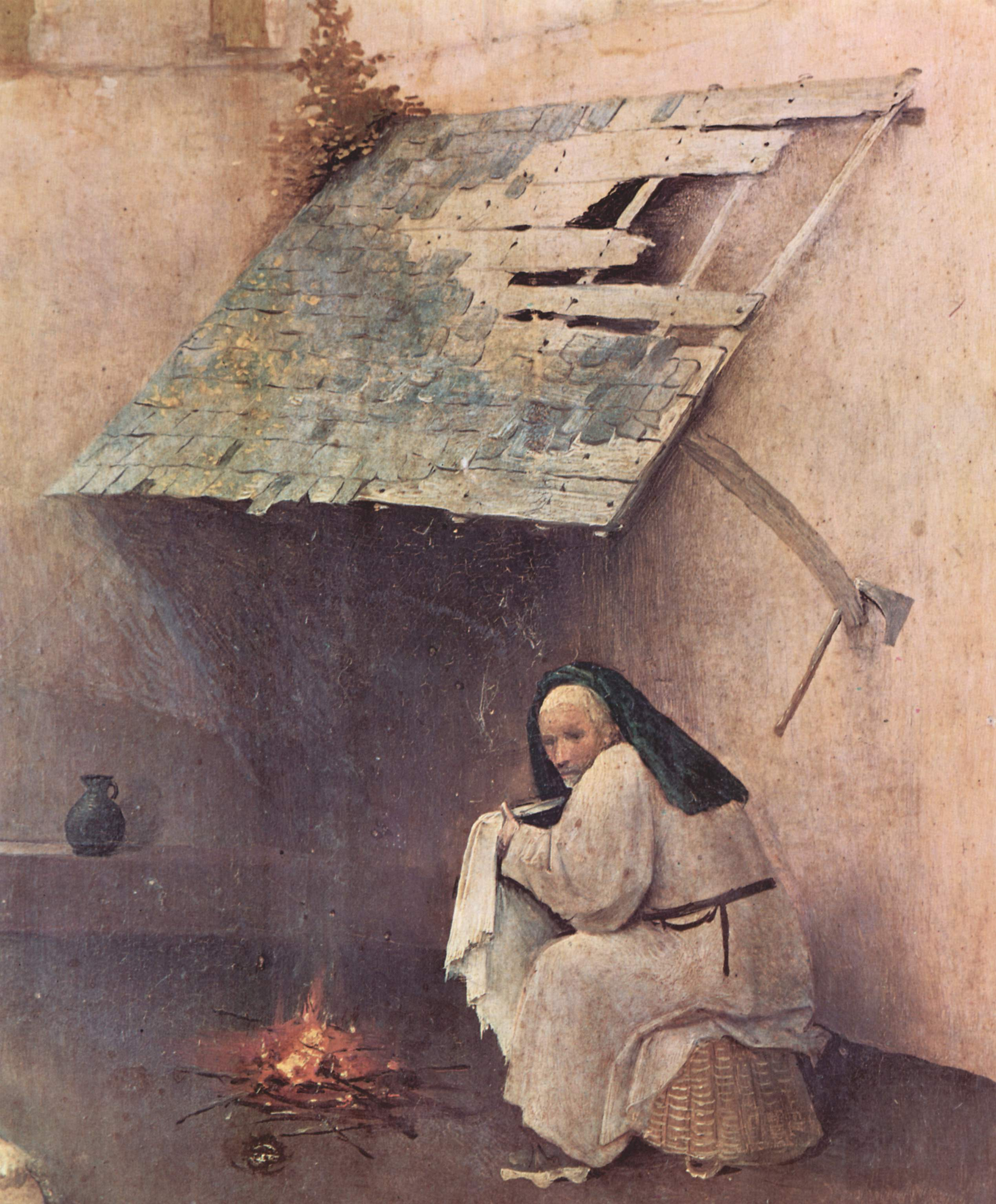
Détail du panneau gauche (Saint Pierre avec la donateur) de L'Épiphanie (L'Adoration des Mages) du triptyque peint par Jérôme Bosch vers 1495 : personnage assis sur une manne.

### Iconographie
- Images anciennes de Paniers médiévaux